# Austrodecus oblongus
Austrodecus oblongus är en havsspindelart som beskrevs av Pushkin, A.F. 1977. Austrodecus oblongus ingår i släktet Austrodecus och familjen Austrodecidae. Inga underarter finns listade.